# Klášter Zwettl
Klášter Zwettl či Světelský klášter, latinsky Clara Vallis (Světlé údolí), je dodnes fungující mužský cisterciácký klášter, který se nachází poblíž stejnojmenného města v oblasti Waldviertel.
Společně s rodem svého zakladatele se místní cisterciáci zúčastnili osidlování Vitorazska a díky své zeměpisné poloze na rakousko-českém pomezí často sdíleli osudy obou zemí. Na půdě kláštera vzniklo velké množství rukopisů věnovaných dějinám rakouských zemí, které se často prolínaly s osudy zemí českých včetně tzv. Liber fundationum monasterii Zwettlensis.

## Historie

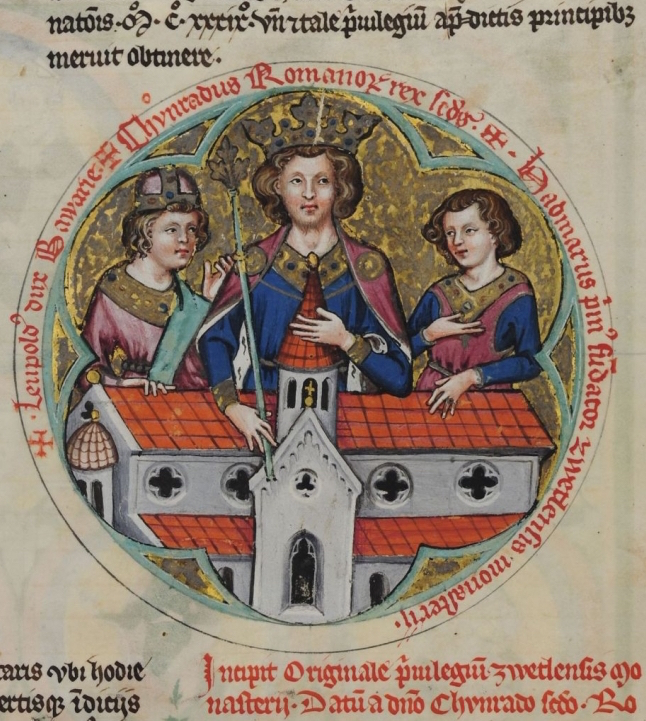
Konrád II. Sálský, Leopold IV. Babenberský a Hadmar I. z Kuenringu jako fundátoři kláštera (miniatura z Liber fundationum monasterii Zwettlensis)

Klášter by založen koncem roku 1137 za souhlasu rakouského markraběte Leopolda III. ministeriálem Hadmarem I. z Kuenringu jako rodový klášter jeho rodu v řídce osídleném místě zvaném Světlá. Prvotní konvent povolaný kláštera Heiligenkreuz dorazil na místo následujícího roku a svým příchodem začlenil opatství do morimondské filiační řady. Nově založený klášter obdržel četná nadání a roku 1139 jej potvrdil římský král Konrád. Papežská konfirmace z rukou Inocence II. následovala o rok později. K vysvěcení konventního kostela došlo roku 1159.
Aktivní kolonizace a klučení pomezního hvozdu ze strany Kuenringů a světelských mnichů vyprovokovalo českého knížete Soběslava II. a v prosinci 1176 byl klášter vypálen a zle popleněn českými vojáky, kteří zde dle dobových pramenů získali značnou kořist v podobě dobytka a lidí, které si odvedli do otroctví. Roku 1179 se kníže Bedřich Vitorazska na císařský nátlak zřekl a roku 1186 věnoval Hadmarovi z Kuenringu v léno Vitoraz.
Kuenringové byli donátory kláštera až do konce 13. století, mnohými privilegii jej nadal i Přemysl Otakar II. a za jeho vlády také představitelé jihočeské šlechty. Po pádu Přemysla Otakara se cisterciáci sblížili s Habsburky, což vedlo k významnému rozvoji konventu, který prý okolo roku 1300 měl sto mnichů a konvršů a ve srovnání s ostatními řádovými domy platil generální kapitule vyšší daň. První polovina 14. století byla ve znamení dalšího hospodářského rozvoje, který skončil roku 1393, kdy mniši klášter dočasně opustili. Následně se opatství stalo častým terčem husitských nájezdů.

## Současnost
Světelský klášter je dodnes fungujícím cisterciáckým konventem. Budovy jsou směsicí slohu románského, gotického a přestavby z doby barokní.
Knihovna má v současnosti obsáhlou sbírku více než 60 tisíc knih, z toho velkého množství středověkých rukopisů, na jejichž tvorbě se od konce 12. století podílelo i místní skriptorium.

## Evropské dědictví
Tento klášter je součástí skupiny Cisterscapes (krajiny v okolí cisterciáckých klášterů). Tento soubor  byl začleněn do Evropského dědictví 17. dubna 2024.